# Piping and instrumentation diagram

piping and instrumentation diagram, EN ISO 10628, EN 62424

Een piping and instrumentation diagram of process and instrumentation diagram. P&ID is een technische tekening die schematisch laat zien hoe leidingen en andere onderdelen van een procesinstallatie met elkaar verbonden zijn.
Vaak worden regelkringen ook schematisch weergegeven in de P&ID. Leidingen worden in een P&ID diagram weergegeven met een doorgetrokken lijn, regelkringen met een gestippelde lijn. In de gestippelde lijn is dan ook een verbinding weergegeven met de verschillende instrumenten die gegevens leveren aan de regeling.
Er bestaan normen, bijvoorbeeld ofwel ISO ofwel de Instrumentation, Systems, and Automation Society (ISA) Standaard S 5.1, die beschrijven hoe P&ID's moeten worden opgebouwd. In de praktijk hebben ze echter vaak kleine en soms grote verschillen, bijvoorbeeld om het maken van P&ID's voor specifieke bedrijfstakken te vereenvoudigen. Om deze reden is het gebruikelijk om bij een P&ID een verklarend overzicht op te nemen van de getekende elementen, een legenda en een lijst met verklaringen voor de afkortingen die gebruikt worden om de functies van instrumenten en regelkringen aan te geven.

## Elementen uit een P&ID
In een P&ID kunnen de volgende algemene symbolen worden aangetroffen. De afbeeldingen worden steeds van links naar rechts behandeld;

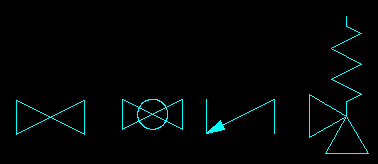

- Afsluiter, in gebruik voor ieder type klep.
- Kogelkraan, wordt niet algemeen gebruikt.
- Keerklep, kan alleen in de richting van de pijl doorstroomd worden.
- Veiligheidsklep, wordt opengestuurd als de druk in de leiding te hoog wordt.

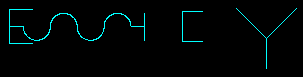

- connector met slang, wordt gebruikt als de slangverbinding standaard is aangesloten.
- connector, wordt gebruikt als de verbinding niet permanent is, maar b.v met een storzkoppeling
- drain of opvangbak, geeft een afvoer voor afvalproducten weer, meestal (vervuild) water.

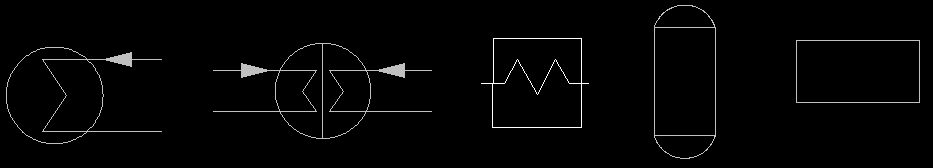

- enkelvoudige warmtewisselaar, er is directe warmteoverdracht van een volumestroom op de andere.
- dubbelvoudige warmtewisselaar, de warmte van de eerste volumestroom wordt aan een tussenmedium afgegeven en vervolgens doorgegeven aan de op te warmen volumestroom.
- Verwarmingselement, meestal een verwarmingsketel of elektrische verwarming.
- Ketel, over het algemeen drukhoudend, kan gebruikt worden om reacties in uit te voeren.
- Tank, opslag onder atmosferische druk.

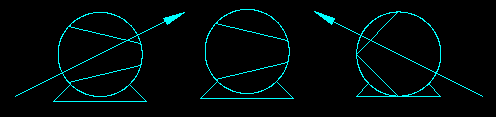

- compressor met (frequentie)geregelde aandrijving.
- compressor of ventilator, aandrijving met vast toerental.
- Pomp met (frequentie)geregelde aandrijving, kan ook aangedreven met vast toerental, dan wordt de pijl verwijderd

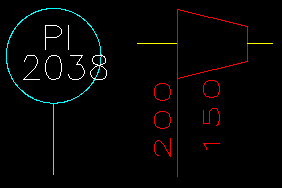

- het rondje op een stokje geeft weer dat het om een meter of sensor, de twee (soms meer) letters geven de functie aan. Hier gaat het om een "PI" wat staat voor Pressure Indicator, een manometer. Het geeft dus de druk in dat specifieke procesonderdeel ter plaatse weer. Het volgnummer wat eronder staat maakt het element uniek in de procesautomatisering en geeft eenduidig aan welke drukmeter het is, zodat in geval van storing een operator in de fabriek hem makkelijk terug kan vinden. Het element is ter plaatse ook voorzien van een label met dit tagnummer.
- Verloopstuk, hier verloopt de leiding van 200 naar 150 millimeter. In de praktijk wordt de leidingdiameter ook vaak in inch weergegeven, de maateenheid die wordt gebruikt staat altijd op de pagina met algemene informatie.

## Symbolen van chemische apparatuur en installaties
Hieronder een overzicht van aantal symbolen van chemische apparatuur en installatie die op een P&ID kunnen staan, volgens de normen van ISO: ISO 10628 en ISO 14617.
|  | Leiding                           |  | Leiding met isolatie (thermisch)              |  | Jacketed pipe                           |  | Gekoelde of verhitte leiding   |
|  | Autoclaaf (afgesloten drukvat)    |  | Half pipe mixing vessel                       |  | Drukvat, liggend                        |  | Drukvat, staand                |
|  | Pomp                              |  | Vacuümpomp of compressor                      |  | Zak                                     |  | Gasfles                        |
|  | Ventilator                        |  | Axiale ventilator                             |  | Radiale ventilator                      |  | Droger                         |
|  | Gepakte kolom                     |  | Tray column (Gestapelde kolom)                |  | oven                                    |  | Koeltoren                      |
|  | Warmtewisselaar                   |  | Warmtewisselaar                               |  | Koeler                                  |  | Platenwarmtewisselaar          |
|  | Double pipe heat exchanger        |  | Vaste, rechte buizen voor uitwisseling warmte |  | U-vormige buis voor uitwisseling warmte |  | Spiraalvormige warmtewisselaar |
|  | Uitlaat voor gassen onder afdakje |  | Gebogen uitlaat voor gassen                   |  | Luchtfilter                             |  | Trechter                       |
|  | Condensaatpot                     |  | Kijkglas                                      |  | Reduceerventiel (gasdrukregelaar)       |  | Flexibele leiding              |
|  | Afsluiter (ook: klep, ventiel)    |  | Regelklep (afsluiter met regelaar)            |  | Handbediende afsluiter                  |  | Terugslagklep                  |
|  | Naaldafsluiter                    |  | Vlinderklep                                   |  | Membraanafsluiter (nl)                  |  | Kogelkraan                     |

## Process flow diagram

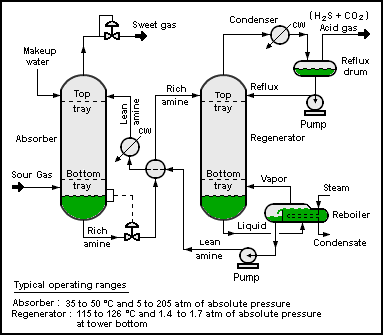
Process Flow Diagram

Een schema van de flow (stroom) door de leidingen, noemt men een process flow diagram (PFD). Hierbij betekent het Engelse woord flow (dat in het Nederlandse taalgebied eveneens gemeengoed is) 'stroom'. In het Engels spreekt men van Process (met dubbel-s) Flow Diagram. Een dergelijk diagram bevat ook gegevens over procesparameters als druk, temperatuur en debiet.